# Kurseong
Kurseong (Rong: खरसाङ, Kharsang – „Land der weißen Orchideen“; Bengalisch: কার্শিয়াং, Kārśiẏāṃ, Karshiyang; auch Karsiyang) ist ein Ort im Distrikt Darjiling im indischen Bundesstaat Westbengalen mit etwa 42.000 Einwohnern (2011) auf einer Höhe von 1458 m. Die Stadt wurde 1879 gegründet.
Die Stadt umfasst eine Fläche von 7,5 km² und ist etwa 30 km von Darjiling und 47 km von Shiliguri entfernt. 
Kurseong ist durch die Schmalspurbahn der Darjeeling Himalayan Railway an das Schienennetz angebunden.

## Persönlichkeiten
- Eric Benjamin (1920–1994), römisch-katholischer Geistlicher, Bischof von Darjeeling 1962–1994